# Nordkoreas flagga

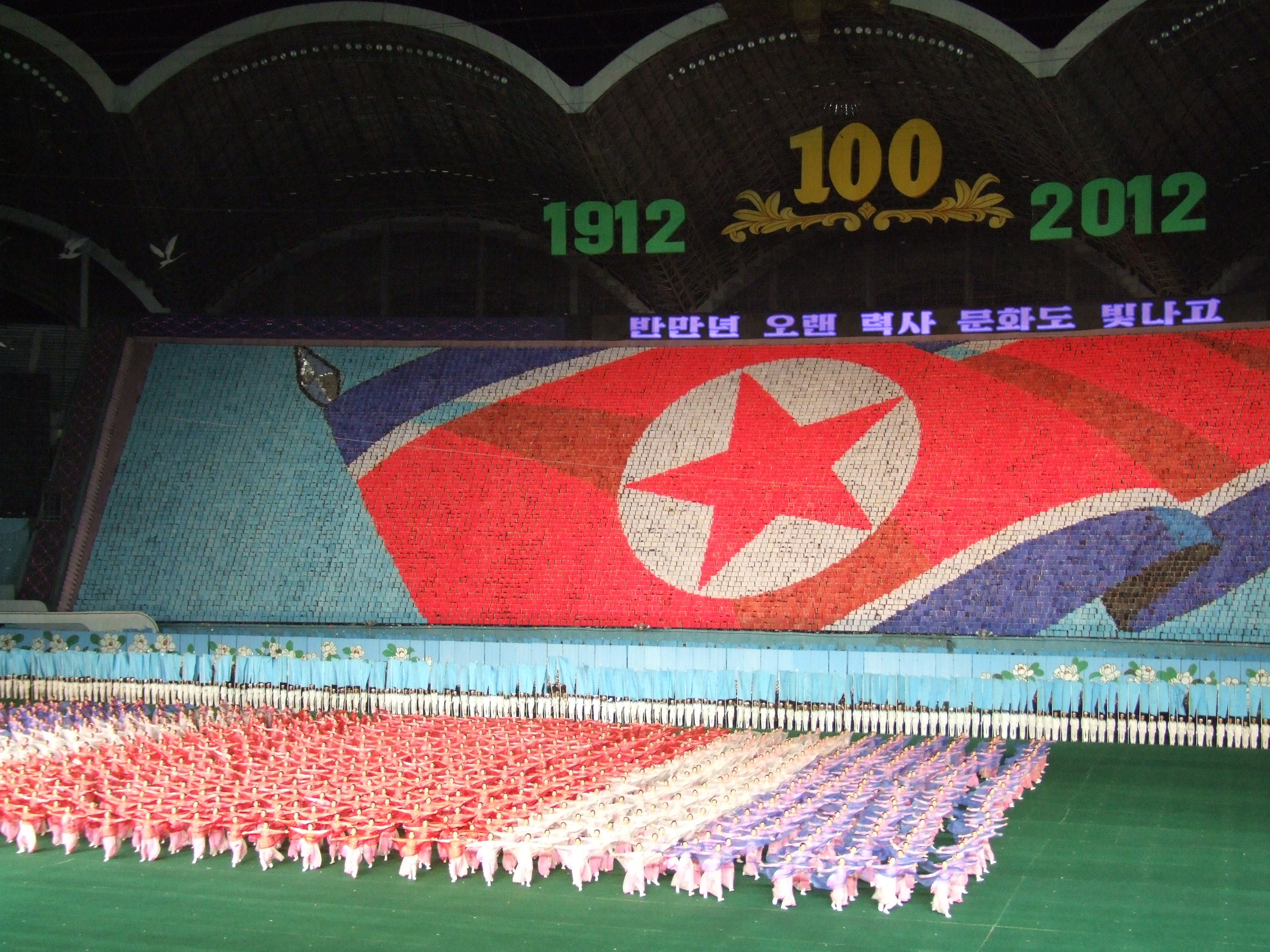
Formation av Nordkoreas flagga under Arirang-masspel.

Nordkoreas flagga är röd med två blå ränder upptill och nedtill, samt två vita skiljeränder mellan de röda och blå fälten. Mitt i flaggan finns en vit cirkel med en röd stjärna. Flaggan antogs 8 september 1948 och har proportionerna 1:2.

## Symbolik
Den röda stjärnan står för kommunismen. Den vita fyllda cirkeln anknyter till symbolen yin och yang, vilken är vanligt förekommande i koreansk kultur och även finns i Sydkoreas flagga. Vitt är även hela Koreas nationalfärg och står för värdighet.
De blå ränderna står för folkets strävan efter fred. Den röda färgen symboliserar den revolutionära kampen för socialismen, och vitt representerar de koreanska idealens renhet och den nationella suveräniteten.

## Historik
Färgerna rött, vitt och blått förekom i den tidigare koreanska flaggan, det vill säga den som idag används av Sydkorea. När det kommunistiska Nordkorea bildades 1948 kombinerade man de gamla koreanska färgerna med socialistiskt inspirerad symbolik i den nya nationsflaggan.